# Керенка (приток Веж-Айвы)
Керенка — река в России, протекает по Никольскому району Пензенской области. Правый приток реки Веж-Айва.

## География
Река Керенка берёт начало у села Мокрая Поляна. Течёт на юг. На реке расположены сёла Ребровка и Керенка. Устье реки находится у села Большое Пермиево в 17 км по правому берегу реки Веж-Айва. Длина реки составляет 14 км.

## Данные водного реестра
По данным государственного водного реестра России относится к Верхневолжскому бассейновому округу, водохозяйственный участок реки — Сура от Сурского гидроузла и до устья реки Алатырь, речной подбассейн реки — Сура. Речной бассейн реки — (Верхняя) Волга до Куйбышевского водохранилища (без бассейна Оки).
Код объекта в государственном водном реестре — 08010500312110000036319.